# Ekstra Bladet
Ekstra Bladet è un quotidiano di tipo tabloid danese fondato nel 1904.
La storia del giornale inizia nel febbraio 1904 come edizione speciale del quotidiano Politiken in occasione della guerra russo-giapponese dal 1904 al 1905. Come primo vero tabloid danese, il giornale ha gareggiato con il secondo tabloid danese BT dal 1916.
Il tabloid ha raggiunto la sua massima tiratura nel 1978 con 249 000 copie. Dall'avvento di Internet e dalla comparsa di molti giornali gratuiti negli anni '90, il giornale non solo si è trovato in competizione con BT ma anche con i più grandi giornali gratuiti della Danimarca come MetroXpress (Metro International, dal 2001) e Urban (2001-2012).